# Vegetació
La vegetació en botànica és el conjunt de plantes que creixen en un lloc determinat.
Es diferencia la vegetació de la flora pel fet que aquest segon terme es refereix únicament a la presència i diversitat en espècies vegetals. Es pot donar el cas de llocs amb un ampli cobriment de vegetació però de poca riquesa en espècies i, per tant, de rica vegetació i flora pobre. Per exemple el bosc boreal euràsiatic i nord-americà són iguals en vegetació però a Amèrica són més rics en espècies. La flora murciano-almeriense i la de les muntanyes valencianes és molt rica en espècies o tàxons però amb un recobriment de la vegetació escàs per raons de la baixa pluviometria.
Una comunitat vegetal és un fragment de la vegetació, el conjunt de plantes agrupades entre elles en un indret concret del territori.
La composició i desenvolupament de la vegetació està determinada per factors ambientals (el clima i la composició del sòl principalment) i biòtics (microfauna i macrofauna, competència entre plantes, etc.)

## Concepcions individualista i holística de la vegetació
- Individualista: per Gleason (1926, 1939),que considera que la vegetació està formada per plantes i poblacions d'espècies que es distribueixen d'acord amb les seves condicions ecològiques individuals i el tapís vegetal forma un continuum (Whittaker, 1953) en què s'observen línies de variació definibles com a gradients però sense subconjunts.
- Holística: la vegetació es compara a un mosaic format per peces poc o molt individualitzades les quals correspondrien a les comunitats vegetals i es poden classificar en unitats abstractes (tipus de comunitats)

## Tipus de vegetació
En el paisatge les plantes se solen presentar agrupades formant comunitats vegetals com per exemple un (bosc, un garrigar, una brolla, un canyer, un prat), que, a la vegada, s'agrupen en un bioma (aiguamoll, desert polar, tundra, taigà, bosc caducifoli temperat, estepa, desert, sabana i selva equatorial). La ciencia que s'ocupa de les comunitats vegetals és la fitosociologia.
La unitat fonamental per a la descripció d'aquestes comunitats vegetals és l'associació. En seria un exemple l'alzinar amb marfull (Viburno-Quercetum ilicis) típic de terra baixa mediterrània o, el matollar de neret (Saxifrago-Rhododendretum) a l'alta muntanya. A la vegada les associacions afins s'agrupen en una aliança i, anàlogament, aquestes aliances s'agrupen en ordres i aquests, finalment, en classes. L'estudi d'aquesta classificació de comunitats vegetals d'acord amb les seves semblances i diferències, s'anomena sintaxonomia.

## Anàlisi de la vegetació
S'han de tenir en compte com a caracterísitiques bàsiques:
- Fisiognomia global i la dels seus components
- Estructura i distribució en l'espai
- Comunitats vegetals que s'hi poden distingir

Una vegada hem distingit les diferents comunitats s'ha d'estudiar:
- Composició i estructura de cadascuna de les comunitats vegetals
- Relació amb l'ambient
- Relacions entre les comunitats vegetals